# Ménières sjukdom
Ménières sjukdom är en kronisk sjukdom i innerörat, troligen skapad av en störning av vätsketrycket i innerörat. Den som drabbas av sjukdomen kan få tinnitus, en nedsättning av hörseln, anfallsvis uppträdande yrsel, och "lock för öronen". Besvären varierar från person till person.
Uppskattningar visar att cirka 50 000 människor i Sverige lider av Ménières sjukdom. Oftast börjar besvären i 40-årsåldern, ibland senare. Det är mycket ovanligt att barn får Ménières sjukdom.
Sjukdomen upptäcktes av den franska läkaren Prosper Ménière år 1861, men det var först efter hans död som hans upptäckter accepterades.